# Cığalazade Yusuf Sinan Pasha
Cığalazade Yusuf Sinan Pasha (también conocido como Cağaloğlu Yusuf Sinan Pasha; 1545-1605), su epíteto significa "hijo de Cicala", fue un estadista otomano italiano que ocupó el cargo de Gran visir del Imperio otomano durante cuarenta días, entre el 27 de octubre y el 5 de diciembre de 1596, durante el reinado de Mehmed III. También fue Kapudan Pasha (Gran Almirante de la Armada otomana), así como general militar. Fue uno de los estadistas más capaces de la época clásica otomana, ya que contribuyó a la expansión del imperio hacia el este a expensas de Persia y defendió con éxito la Hungría otomana de la invasión de los Habsburgo. Sin embargo, debido a los entresijos de la corte, renunció al visirato tras poco más de un mes en el cargo.

## Primeros años
Nació como Scipione Cicala en Génova o Mesina alrededor de 1545, como miembro de la aristocrática familia Cicala de la República de Génova. Su hermano era Carlo Cigala. Su padre, vizconde (di Cicala), era, según Stephan Gerlach, un corsario al servicio de España, mientras que su madre habría sido una turca de Castelnuovo (Herceg Novi en la actualidad). El Vizconde y su hijo, capturados en la Batalla de Yerba por la armada del Otomano en 1560 o 1561, fueron llevados primero a Trípoli en el norte de África y después a Constantinopla. El padre fue rescatado de su cautiverio y, tras vivir un tiempo en Beyoğlu (Pera), regresó a Mesina, donde murió en 1564. Su hijo, Scipione, no fue liberado, sino que ingresó en el cuerpo otomano de jóvenes para ser entrenados para el servicio imperial.  Se convirtió al islam, como era preceptivo, y se formó en el palacio imperial, alcanzando el rango de silahtar.  Se casó con dos bisnietas de Suleimán I y se aseguró riqueza, altos cargos y protección en la Puerta Sagrada.

## Carrera política
En 1575 fue nombrado Agha de los jenízaros, cargo que ocupó hasta 1578. Durante la siguiente fase de su carrera, participó activamente en la larga Guerra otomano-persa de 1578-1590. Fue beylerbey (gobernador general) de la Van en 1583, y asumió el mando, ese mismo año, de la gran fortaleza de Erivan, siendo elevado al mismo tiempo al rango de visir.  También desempeñó un papel destacado, una vez más como Beylerley de Van, en la campaña de 1585 contra Tabriz. Como beylerbey de Bayazıt, nombramiento que recibió en 1586, luchó con éxito en Persia occidental durante los últimos años de la guerra, poniendo Nahavand y Hamadan bajo control otomano.
Tras la paz de 1590, fue nombrado gobernador de Erzurum y, en 1591, se convirtió en Kapudan Pasha o Gran Almirante de la Flota otomana. Ocupó este cargo hasta 1595. Durante el tercer Gran Visirato (1593-1595) de Koca Sinan Pasha fue ascendido a Cuarto Visir. En aquella época, los otomanos estaban en guerra con Austria desde 1593. Cağaloğlu Yusuf Sinan Pachá, ya nombrado Tercer Visir, acompañó al sultán Mehmed III en la campaña del Reino de Hungría (1526-1867) de 1596. Intentó en vano liberar la fortaleza de Hatvan, que cayó en septiembre de 1596. Estuvo presente en el exitoso asedio de Eger otomano (Eğri) (septiembre-octubre de 1596) y en la Batalla de Mezö-Keresztes en octubre de 1596 y participó en el asalto final que convirtió una derrota inminente en un notable triunfo para los otomanos. En recompensa por sus servicios, fue nombrado Gran Visir, pero el descontento surgido por las medidas que utilizó para intentar restaurar la disciplina entre las fuerzas otomanas, los problemas que siguieron a su intervención en los asuntos de los tártaros de Crimea, y la existencia en la corte de poderosas influencias deseosas de restaurar a Damat Ibrahim Pasha en el Gran Visirato, provocaron su destitución de este cargo al cabo de 40 días.
Fue Beylerbey de Damasco de diciembre de 1597 a enero de 1598. En mayo de 1599, fue nombrado Kapudan Pasha por segunda vez. En 1604, asumió el mando del frente oriental, donde el año anterior había estallado una nueva guerra entre otomanos y persas. Su campaña de 1605 no tuvo éxito, las fuerzas que dirigía hacia Tabriz sufrieron una derrota cerca de la orilla del lago Urmia. Cağaloğlu tuvo que retirarse a la fortaleza de Van y de allí en dirección a Diyarbakır. Murió en el curso de esta retirada en diciembre de 1605. Fue antepasado de İlhan İrem, famosa cantante pop turca.

## Matrimonios y descendencia
Se casó con dos bisnietas del sultán Suleimán I. Las dos niñas eran hijas de Ayşe Hümaşah Sultan, hija de Mihrimah Sultan, hija única de Suleimán. 
- En octubre de 1576 se casó con Saliha Hanımsultan, y enviudó en 1580. Tuvieron un hijo y una hija:
  - Mahmud Pasha. Se casó con Hatice Sultan, una hija del sultán Mehmed III (bisnieto de Solimán I).
  - Ayşe Hanım. Se casó con su tío materno Sultanzade Abdurrahman Bey y fue madre de Semiz Mehmed Pasha.
- En marzo de 1581, tras la muerte de Saliha, se casó con su hermana menor Safiye Hanımsultan. Tuvieron dos hijos y una hija:
  - Mehmed Bey
  - Fülan Bey
  - Fülane Hanım

## Legado
El barrio Cağaloğlu de Estambul, muy conocido en Turquía por haber sido el equivalente a la Fleet Street de Londres como centro de prensa de la ciudad, y donde Yusuf Sinan Pachá había construido un palacio y un hamam (baño turco), lleva su nombre y lleva su nombre hasta nuestros días. El baño, conocido como Cağaloğlu Hamam en honor al Pachá, fue reconstruido en 1741.
La canción "Sinàn Capudàn Pascià" del cantautor genoés Fabrizio De André cuenta la historia de Sinan Pachá. Está completamente en dialecto genovés y forma parte del álbum Crêuza de mä.